# Толстоклювый сорокопутовый личинкоед
Толстоклювый сорокопутовый личинкоед (лат. Coracina caeruleogrisea) — вид птиц из семейства личинкоедовых. Подвидов не выделяют. Распространены на Новой Гвинее и близлежащих островах.

## Описание
Толстоклювый сорокопутовый личинкоед достигает длины 33—37 см; самцы весят от 127 до 170 г, а самки — от 116 до 142 г. У взрослых самцов верхняя часть тела, верхние кроющие перья крыльев и третьестепенные маховые перья синевато-серые, верхняя часть головы ярко-голубая. Подбородок, основание лба и уздечка чёрные. Крылышко и первостепенные кроющие перья крыльев чёрные. Маховые перья чёрные, с узкими голубовато-серыми краями, второстепенные маховые перья с голубовато-серыми наружными опахалами, внутренние опахала чёрные. Хвост чёрный, два центральных рулевых пера голубовато-серые, два внешних — черновато-коричневые. Нижняя часть тела голубовато-серая, более тусклая, чем верхняя часть тела; подмышечные впадины и нижние кроющие перья крыльев бледно-рыжие и беловато-охристые. Радужная оболочка от каштановой до черновато-коричневой; клюв и ноги чёрные. Взрослые самки похожи на самцов, но немного тусклее, без чёрного цвета на голове. Только что оперившийся птенец беловато-серый, с примесью тёмно-серого на голове, груди и крыльях, верхние кроющие перья крыльев беловатые. Неполовозрелые особи похожи на самок, но более тусклые, рулевые перья с охристо-белыми кончиками.
Вокализация представлена музыкальным, но резковатым «shhhyyun-eshhhyuway»; а также коротким чириканьем, мягким мяуканьем, мягким скрежетом и резкими гудящими звуками.

## Распространение и места обитания
Толстоклювый сорокопутовый личинкоед распространён на Новой Гвинее, а также на островах Хальмахера, Ару и Япен. Естественными местами обитания являются первичные и высокие вторичные леса, опушки и нарушенные местообитания. В Новой Гвинее, встречается в основном в низинах, на холмах и в низкогорных районах; на высоте от уровня моря до 1700 м над уровнем моря, редко до 2450 м.
В некоторых источниках выделяются три подвида:
- Coracina caeruleogrisea strenua — запад и центр Новой Гвинеи, остров Япен
- Coracina caeruleogrisea caeruleogrisea — юг центральной части Новой Гвинеи и острова Ару
- Coracina caeruleogrisea adamsoni — восток Новой Гвинеи

## Биология
Толстоклювый сорокопутовый личинкоед питается крупными насекомыми, в том числе долгоносиками (Curculionidae) и другими жуками (Coleoptera), а также тараканами (Blattodea) и личинками чешуекрылых; в составе рациона также отмечены фрукты и мелкие ящерицы. Добывает пищу парами или небольшими группами. Передвигается медленно и незаметно в верхних ярусах, в основном по более крупным ветвям.
Биология размножения практически не исследована. Птенцы были замечены в ноябре, а слётки — в январе и апреле, что указывает на период размножения в конце сухого сезона и в начале и конце влажного сезона.